# Бурбах (Зигерланд)
Бурбах (њем. Burbach) општина је у њемачкој савезној држави Северна Рајна-Вестфалија. Једно је од 11 општинских средишта округа Зиген-Витгенштајн. Према процјени из 2010. у општини је живјело 14.641 становника. Посједује регионалну шифру (AGS) 5970008, NUTS (DEA5A) и LOCODE (DE BUH) код.

## Географски и демографски подаци
Бурбах се налази у савезној држави Северна Рајна-Вестфалија у округу Зиген-Витгенштајн. Општина се налази на надморској висини од 350-620 метара. Површина општине износи 79,6 km². У самом мјесту је, према процјени из 2010. године, живјело 14.641 становника. Просјечна густина становништва износи 184 становника/km².

## Међународна сарадња
| Мјесто | Држава | Врста сарадње | Од    |
| ------ | ------ | ------------- | ----- |
|        | Чешка  | пријатељство  | 1995. |
| Извор  |        |               |       |